# جنگ بوئر دوم
جنگ بوئر دوم (به هلندی: Tweede Boerenoorlog) (به آفریکانس: Tweede Vryheidsoorlog، Tweede Boereoorlog) جنگی میان امپراتوری بریتانیا و ساکنان هلندی زبان بوئر دو حکومت مستقل جمهوری آفریقای جنوبی (با کشور آفریقای جنوبی امروزی اشتباه نشود) و ایالت آزاد اورنج از ۱۱ اکتبر ۱۸۹۹ تا ۳۱ مه ۱۹۰۲ بود. جنگ با الحاق منطقه تحت سلطه امپراتوری بریتانیا به پایان رسید و در نهایت به تشکیل اتحادیه آفریقای جنوبی به عنوان بخش مشترک‌المنافع انجامید. اولین استفاده از تلگراف بی‌سیم مربوط به این جنگ است. در این جنگ نیروی دریایی بریتانیا از دستگاه مارکونی برای مکالمه میان کشتی‌هایش در خلیج دلاگوا استفاده کرد.